# Johann Adam Möhler
Johann Adam Möhler (n. 6 mai 1796, Igersheim, Baden-Württemberg, Germania – d. 12 aprilie 1838, München, Regatul Bavariei) a fost un teolog catolic german, profesor la  Universitatea din Tübingen și apoi la Universitatea din München.

## Familia și studiile
Johann Adam Möhler a fost fiul brutarului din Igersheim. Din 1815 a urmat cursurile seminarului teologic din Ellwangen, în teritoriul atribuit Regatului Württemberg în urma secularizării mănăstirilor.
Noile autorități de stat au mutat în anul 1817 seminariștii și seminarul catolic la Tübingen. Acolo Johann Adam Möhler l-a avut ca profesor între alții pe Johann Sebastian Drey⁠(d). După absolvirea studiilor a fost hirotonit preot în data de 18 septembrie 1819.

## Scrieri
- Die Einheit der Kirche, oder das Princip des Katholicismus, dargestellt im Geiste der drei ersten Jahrhunderte, teză de abilitare ca profesor, Tübingen 1825.
- Athanasius der Große und die Kirche seiner Zeit im Kampf mit dem Arianismus, 2 vol., Mainz 1827.
- Symbolik, oder Darstellung der dogmatischen Gegensätze der Katholiken und Protestanten, nach ihren öffentlichen Bekenntnißschriften, Mainz 1832.